# Rally Ciudad de Pozoblanco
El Rally Ciudad de Pozoblanco es una prueba de rally que se celebra en Pozoblanco (Córdoba) y es organizada por la Escudería Sierra Morena. Su primera edición fue en 2008 y actualmente es puntuable para el Súper Campeonato de España de Rally y la Copa de España de Tierra. En el pasado también lo fue para el Campeonato de España de Rally de Tierra y el Campeonato de Andalucía de Rally.

## Historia

### Cronometrada
En 2006, la Escudería Sierra Morena organizó una prueba cronometrada puntuable para el campeonato andaluz de cronometradas. Al año siguiente tuvo lugar una segunda y última edición.

### Rallysprint
En 2009, la escudería opta por celebrar un rallysprint correspondiente al certamen andaluz de dicha especialidad. En 2011 tendría lugar una nueva edición que tuvo que ser cancelada al tener lugar un grave accidente en el que fallecieron dos espectadores y un tercero resultó herido grave. Dichas personas fueron advertidas varias veces por la organización al estar situadas en una zona prohibida para el público.

### Rally de asfalto
Para el año 2012, la competición pasa a celebrarse en formato rally encuadrado en el campeonato andaluz de rallys de asfalto. Además, pasa a llamarse con la denominación actual. Una segunda y una tercera edición tienen lugar en 2014 y 2015.

### Rally de tierra
En el año 2008, se disputa el Rally de Tierra de Pozoblanco inaugurando el calendario Campeonato de España de Rally de Tierra. En 2010 tienen lugar sendas ediciones del Rally de Pozoblanco en la jornada del sábado y la del domingo.
A partir del 2016, el rally se celebra anualmente sin perder su condición de prueba del nacional de tierra. Para 2020 estaba previsto que entrara a formar parte del Súper Campeonato de España de Rally, pero fue cancelado debido a la pandemia de coronavirus. Finalmente obtendría dicha distinción al año siguiente.

## Palmarés
| Año  | Edición                         | Piloto               | Copiloto             | Automóvil                | Series      |
| ---- | ------------------------------- | -------------------- | -------------------- | ------------------------ | ----------- |
| 2008 | Rally de Tierra de Pozoblanco   | Xevi Pons            | Carlos del Barrio    | Mitsubishi Lancer Evo IX | CERT        |
| 2009 | I Rallysprint de Pozoblanco     | Emilio Segura        | Ricardo Ranero       | Mitsubishi Lancer Evo IX | CARA        |
| 2010 | Rally de Pozoblanco I           | Xevi Pons            | Álex Haro            | Ford Focus RS WRC 02     | CERT        |
| 2010 | Rally de Pozoblanco II          | Xevi Pons            | Álex Haro            | Ford Focus RS WRC 02     | CERT        |
| 2011 | II Rallysprint de Pozoblanco    | Cancelado            | Cancelado            | Cancelado                | CARA        |
| 2012 | 1.º Rally Ciudad de Pozoblanco  | David Pérez          | José Ignacio Ramírez | Peugeot 207 S2000        | CARA        |
| 2014 | 2.º Rally Ciudad de Pozoblanco  | José Antonio Aznar   | José Crisanto Galán  | Porsche 997 GT3 RS 3.6   | CARA        |
| 2015 | 3.º Rally Ciudad de Pozoblanco  | José Antonio Aznar   | José Crisanto Galán  | Porsche 997 GT3 RS 4.0   | CARA        |
| 2016 | 4.º Rally Ciudad de Pozoblanco  | Alexander Villanueva | Óscar Sánchez        | Citroën DS3 R5           | CERT        |
| 2017 | 5.º Rally Ciudad de Pozoblanco  | Jorge del Cid        | Nerea Odriozola      | Mitsubishi Lancer Evo X  | CERT        |
| 2018 | 6.º Rally Ciudad de Pozoblanco  | Xevi Pons            | Diego Sanjuan        | Peugeot 208 T16          | CERT        |
| 2019 | 7.º Rally Ciudad de Pozoblanco  | Xevi Pons            | Rodrigo Sanjuan      | Škoda Fabia R5           | CERT        |
| 2021 | 8.º Rally Ciudad de Pozoblanco  | Jan Solans           | Rodrigo Sanjuan      | Citroën C3 Rally2        | S-CER, Copa |
| 2022 | 9.º Rally Ciudad de Pozoblanco  | Pepe López           | Borja Rozada         | Hyundai i20 N Rally2     | S-CER, Copa |
| 2023 | 10.º Rally Ciudad de Pozoblanco |                      |                      |                          | S-CER, Copa |